# Parsabad (Verwaltungsbezirk)
Parsabad (persisch شهرستان پارس آباد) ist ein Schahrestan in der Provinz Ardabil im Iran. Er enthält die Stadt Parsabad, welche die Hauptstadt des Verwaltungsbezirks ist. Der Bezirk grenzt im Norden an Aserbaidschan an und wird Mehrheitlich von Aseris bewohnt. 

## Demografie
Bei der Volkszählung 2016 betrug die Einwohnerzahl des Schahrestan 177.601. Die Alphabetisierung lag bei 81 Prozent der Bevölkerung. Knapp 59 Prozent der Bevölkerung lebten in urbanen Regionen.
| Zensusjahr | Einwohnerzahl |
| ---------- | ------------- |
| 2011       | 173.182       |
| 2016       | 177.601       |